# 南安普敦鎮區 (新澤西州)
南安普敦鎮區（英語：Southampton Township）是位於美國新澤西州伯靈頓縣的一個鎮區。

## 地方資料
南安普敦鎮區的面積為115.10平方千米，當中陸地面積為113.85平方千米，而水域面積為1.25平方千米。根據2020年美國人口普查的數據，當地共有人口10317人，而人口密度為每平方千米89.64人。